# Складова техника
„Складова техника“ АД е българска компания, производител на машини, в Горна Оряховица. Изпълнителен директор е инж. Иван Стоянов.

## История
Първите стъпки за основаването на компанията са поставени през 1916 година.
Първоначално е била създадено малка работилница за модули и крепежни елементи. През 1930-те години са произвеждани модули и машинни елементи за развиващата се българска индустрия.
В началото на 1950-те години след одържавяването започва производство на по-сложни конструкции, елементи, платформи и електромеханични изделия. През 1965 г. е произведена първата електрическа верига. През 1970-те години се увеличава значително производството на електротелфери и битова техника (готварски печки). Износът е предимно за страните от СИВ.
След 1989 г. компанията преминава през труден преход, но намира пазар да реализира традициите и качеството с европейски и руски партньори. През 1997 г. компанията се превръща в акционерно дружество. През 2001 г. компанията е сертифицирана по ISO 9001:2000.

## Директори на предприятието
- инж. Неделчо Иванов Букев – до 1979
- инж. Петър Алеков Добрев 1979 – 1986
- инж. Иван Петров Стоянов 1986 – 1989 -

## Продукти
Познати, освен в България, и на голяма част от Балканския полуостров и в други страни от Азия и Африка. От 1973 г. до днес са произведени над 2 500 000 броя в разни конфигурации. Съвременните модели показват традициите на марката.
Днес произвежда електрическа апаратура, платформи, кранове, машинни елементи и други.